# جون براون كير
جون براون كير (بالإنجليزية: John Brown Kerr)‏ هو عسكري أمريكي، ولد في 12 مارس 1847 في ليكسينغتون في الولايات المتحدة، وتوفي في 14 نوفمبر 1926 في واشنطن العاصمة في الولايات المتحدة.